# Caccia e Pesca
Caccia & Pesca e Pesca & Caccia sono due emittenti televisive tematiche italiane, prodotte da Cairo Communication e ospitate, come "Option", rispettivamente sui canali 235 e 236 della piattaforma televisiva satellitare Sky Italia; entrambi propongono trasmissioni inerenti al mondo della caccia e della pesca, riprendendo lo stile del canale Seasons che andava in onda su TELE+ Digitale.
Il canale nasce il 6 novembre 2004 come Caccia e Pesca alla LCN 235. Dal 1º ottobre 2009 è disponibile anche sulla LCN 236. La programmazione si suddivide così in 2 canali, uno per la caccia e uno per la pesca.
Dal 29 dicembre 2011 il canale trasmette nel formato panoramico 16:9.
Il 1º novembre 2012, Caccia e Pesca rinnovano i propri loghi, le grafiche, i bumper pubblicitari e il jingle.
Tra i programmi trasmessi vi sono Street Fishers, Wild Fishing Expedition, Troppo imbranato per pescare e Last Minnow Tour e trasmissioni comiche. Tra le trasmissioni di grande seguito vanno segnalate Passione artificiale, Fishing Adventure e Emozione Carpfishing. Collaboratori del canale per molti anni alcuni dei più noti autori italiani tra cui Riccardo Galigani, Roberto Ripamonti e Alberto Salvini, Daniele Vinci e Matteo Temprendola.

## Loghi

6 novembre 2004 - 1º novembre 2012
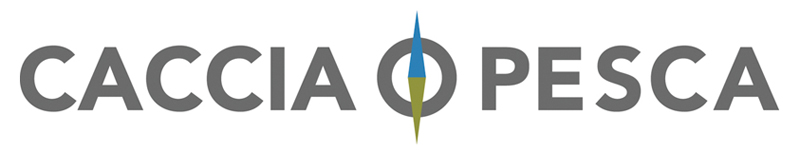
In uso dal 1º novembre 2012